# Selezione femminile di pallavolo del Principato di Monaco
La selezione femminile di pallavolo del Principato di Monaco è una squadra europea composta dalle migliori giocatrici di pallavolo del Principato di Monaco ed è posta sotto l'egida della Federazione pallavolistica del Principato di Monaco.

## Rosa
Segue la rosa delle giocatrici convocate per i XX Giochi dei piccoli stati d'Europa.
| N° | Nome               | Ruolo | Data di nascita   | Squadra |
| -- | ------------------ | ----- | ----------------- | ------- |
| 3  | Cassia Schubler    | S     | 2005              | Monaco  |
| 4  | Liana Enza         | -     | 2007              | -       |
| 5  | Célia Da Moura     | C     | 27 maggio 1989    | Monaco  |
| 9  | Cyrine Oujani      | C     | 2000              | Monaco  |
| 10 | Tétet Dembelé      | C     | 13 settembre 1989 | -       |
| 11 | Giorgia Sartorelli | C     | 22 luglio 1994    | Monaco  |
| 12 | Alexandra Erhart   | P     | 12 maggio 1994    | Monaco  |
| 13 | Ottavia Hieulle    | L     | 30 luglio 1999    | Monaco  |
| 14 | Lisa-May Hahn      | S     | 25 novembre 1993  | -       |
| 15 | Anaïs Poulain      | S     | 17 giugno 2000    | Monaco  |
| 17 | Virginie Proaskat  | -     | 1976              | -       |
| 19 | Sana Bouyahia      | S     | 24 luglio 1992    | Monaco  |

## Risultati

### Competizioni zonali
| 1989 | ?               | -            |
| 1991 | ?               | -            |
| 1993 | ?               | -            |
| 1995 | ?               | -            |
| 1997 | ?               | -            |
| 1999 | ?               | -            |
| 2001 | ?               | -            |
| 2003 | non qualificata | -            |
| 2005 | non qualificata | -            |
| 2007 | non qualificata | -            |
| 2009 | non qualificata | -            |
| 2011 | non qualificata | -            |
| 2013 | non qualificata | -            |
| 2015 | non qualificata | -            |
| 2017 | non qualificata | -            |
| 2019 | non qualificata | -            |
| 2025 | 3º posto        | Convocazioni |